# Cơ cấu tổ chức không lực
Cơ cấu tổ chức không lực thì khác nhau giữa các quốc gia: một số lực lượng không quân (Ví dụ như Không quân Hoa Kỳ và Không quân Hoàng gia Anh) được phân chia thành các bộ tư lệnh, liên đoàn bay và không đoàn; những lực lượng không quân khác (Ví dụ như Không quân Liên Xô, Không quân Nhân dân Việt Nam) có cơ cấu tổ chức giống như lục quân. Bộ tư lệnh Không quân Canada hiện đại sử dụng sư đoàn không quân cho đội hình đứng giữa Bộ tư lệnh toàn quân chủng không quân và các không đoàn. Cũng giống như Không quân Hoàng gia Anh, các không đoàn của Canada gồm có các phi đoàn trong khi các không đoàn của Không quân Hoa Kỳ gồm các liên đoàn bay.

## Không quân Hoa Kỳ và Anh
| Biểu hiệu (để so sánh với lục quân) | Tên đơn vị (Hoa Kỳ/Anh)                                     | Số nhân sự                                | Số phi cơ         | Số các đơn vị phụ thuộc (Hoa Kỳ/Anh)                   | Sĩ quan tư lệnh (Hoa Kỳ/Anh)                  |
| ----------------------------------- | ----------------------------------------------------------- | ----------------------------------------- | ----------------- | ------------------------------------------------------ | --------------------------------------------- |
| XXXXXX +                            | Không lực                                                   | Toàn bộ không lực                         | Toàn bộ không lực | Tất cả các bộ tư lệnh chủ lực / Bộ tư lệnh             | Đại tướng/thống chế hay đại tướng             |
| XXXXX                               | Bộ tư lệnh chủ lực / Bộ tư lệnh hay Không lực chiến thuật   | Khác nhau                                 | Khác nhau         | Theo vùng hay nhiệm vụ (số đơn vị phụ thuộc khác nhau) | Đại tướng/đại tướng hay trung tướng           |
| XX                                  | Không lực mang số / Không có tương ứng trong Không quân Anh | Theo vùng (số đơn vị phụ thuộc khác nhau) | Khác nhau         | 2+ không đoàn / liên đoàn                              | Thiếu tướng / Không có tương ứng              |
| X                                   | Không đoàn / Liên đoàn bay (bao gồm liên đoàn viễn chinh)   | 1.000-5.000                               | 48-100            | 2+ Liên đoàn / Không đoàn                              | Chuẩn tướng / Thiếu tướng hay chuẩn tướng     |
| III                                 | Liên đoàn bay / Không đoàn (bao gồm không đoàn viễn chinh)  | 300-1,000                                 | 17-48             | 3-10 phi đoàn / 3-4 phi đoàn                           | Đại tá / đại tá hay trung tá                  |
| II                                  | Phi đoàn                                                    | 100-300                                   | 7-16              | 3-4 phi đội                                            | Trung tá hay thiếu tá / trung tá hay thiếu tá |
| •••                                 | Phi đội                                                     | 20-100                                    | 4-6               | 2 phi tuần cộng nhân sự hỗ trợ và bảo trì              | Đại úy / thiếu tá hay đại úy                  |
| ••                                  | Phi tuần                                                    | 2-4                                       | 2-3               | n/a                                                    | Sĩ quan cấp thấp hay hạ sĩ quan cao cấp       |

Ghi chú: Theo cơ cấu tổ chức Không quân Hoàng gia Anh thì "liên đoàn bay" lớn hơn "không đoàn" nhưng theo cơ cấu tổ chức của Không quân Hoa Kỳ thì ngược lại "không đoàn" lớn hơn "liên đoàn bay".

## Không lực Việt Nam Cộng hòa
| Đơn vị từ cao xuống thấp | Anh ngữ tương ứng    | Chú thích                                   |
| ------------------------ | -------------------- | ------------------------------------------- |
| Bộ tư lệnh không quân    | Air command          | đóng tại Sài Gòn                            |
| Sư đoàn không quân       | Air division         | 2 không đoàn trở lên                        |
| Không đoàn               | Wing                 | nhiều phi đoàn hay ít nhất 2 liên đoàn bay. |
| Liên đoàn                | Group                | 2 phi đoàn trở lên                          |
| Phi đoàn                 | Squadron             | gồm nhiều phi đội hay phi tuần              |
| Phi đội                  | Flight               | 4 đến 6 phi cơ                              |
| Phi tuần                 | Section (hay Detail) | 2 đến 3 phi cơ                              |